# Potomac Creek Site

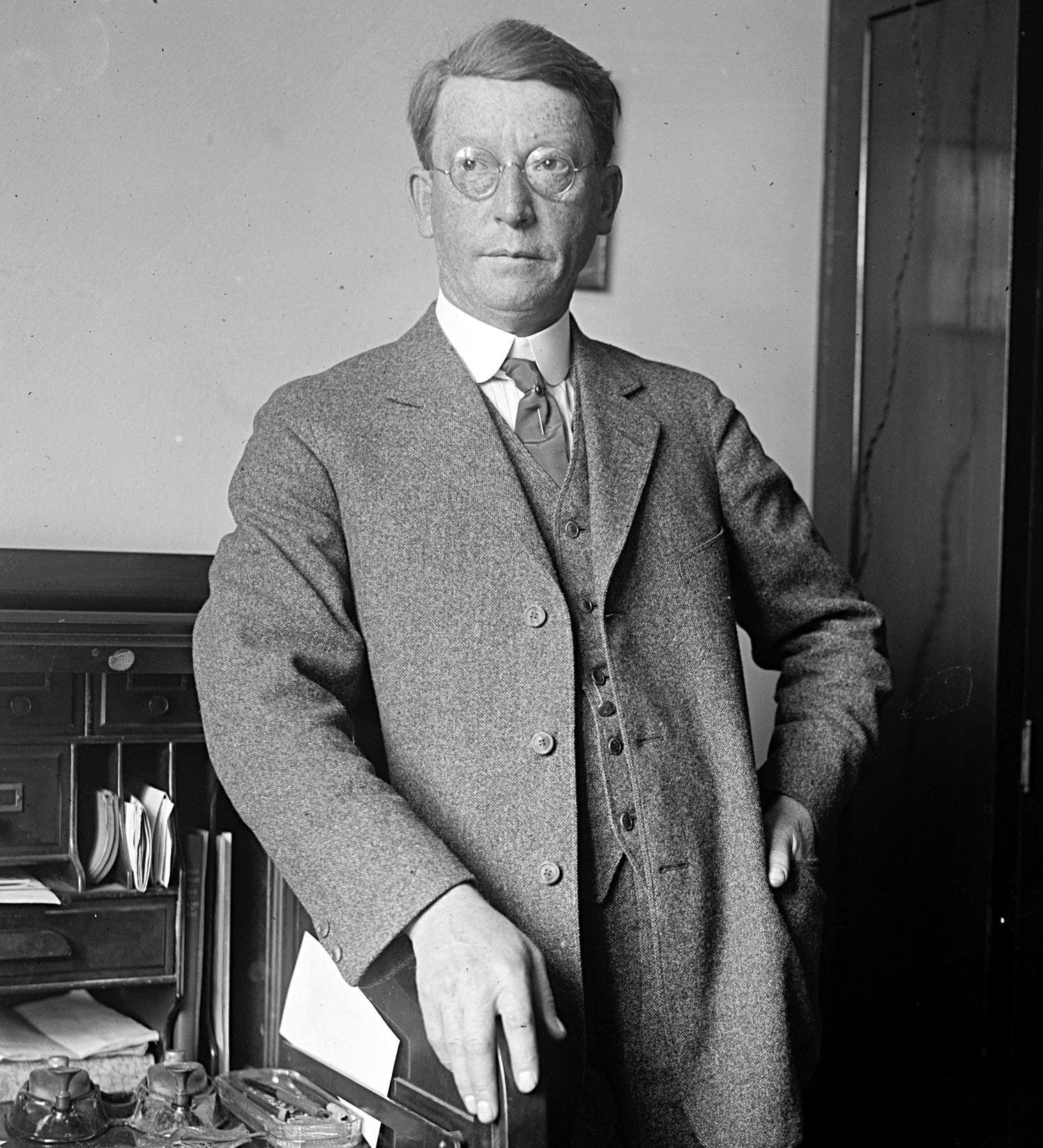
William J. Graham (1872-1937), Presiding Judge van de United States Court of Customs and Patent Appeals en archeoloog tijdens de opgravingen van 1935-1937 in Potomac Creek. Thomas Dale Stewart (1901-1997) van het Smithsonian nam het van de plotseling overleden Judge over, van 1938-1940.

Potomac Creek (Potowemeke, Patawomeke, 44ST2) is een laat indiaans dorp in de Potomac Neck aan de Potomac in Stafford County, Virginia, in de Verenigde Staten. Het gebied beslaat 0,56 ha.
De site stamt uit de postklassieke periode en dateert van 1300-1550. Er is nog een Potomac Creek Site, 44ST1 of Indian Point, dat werd bewoond door de Patawomeck tijdens de historische periode en dat in 1608 bezocht werd door kapitein John Smith. Deze site bestaat echter niet meer, het erodeerde in de rivier.
Site 44ST2 heeft vijf ossuaria (knekelhuizen), een individueel graf en een meervoudig graf. Er is keramiek gevonden, ossuarium graven en palissaden in zeven concentrische cirkels.

## Skeletten
Archeoloog en voorzittend rechter (presiding judge) William J. Graham van de United States Court of Custom and Patents Appeals vond in 1937 grote beenderen van mensen. Zijn vondsten werden naar het Smithsonian Institution overgebracht. Een schedel had een capaciteit van 2100 cc. Het werd genoteerd in de Smithsonian accession record, onder Cat. No. 378,138, Acc. No. 144,975: 'Skull without Face (Very Large) [Schedel zonder gezicht, erg groot], mandible (frag); People: Indian; Locality: Potomac Creek, Stafford Co. [Stafford County], Va [Virginia]; Collector: Wm. J. Graham; How acquired: Gift [schenking]; Date acc'd: Aug. 17. 1937; Where placed: 2-K: Remarks: Adult Male [volwassen man]; macrocephalic (2100 cc); cast.'
The Washington Post berichtte over de vondst, met foto, op 24 juni 1937: The Largest Skull Ever Recorded Is Discovered By Archaeologist (de grootste schedel waar ooit verslag van werd gedaan is ontdekt door archeoloog).